# Сачія Вікері
Сачія Вікері (англ. Sachia Vickery, нар. травня 11, 1995) — американська тенісистка. Найвища позиція в одиночному рейтингу — 75, досягнута 9 квітня 2018.

## Фінали ITF

### Одиночний розряд: 6 (3–3)
| Легенда                |
| ---------------------- |
| Турніри $100,000 (0–0) |
| Турніри $80,000 (0–0)  |
| Турніри $60,000 (1–0)  |
| Турніри $25,000 (2–2)  |
| Турніри $10,000 (0–1)  |

| Фінали за покриттям |
| ------------------- |
| Тверде (1–3)        |
| Ґрунт (2–0)         |
| Трава (0–0)         |
| Килим (0–0)         |

| Результат | W–L | Дата | Турнір                  | Tier    | Покриття | Опонент             | Рахунок       |
| --------- | --- | ---- | ----------------------- | ------- | -------- | ------------------- | ------------- |
| Поразка   | 0–1 | 2011 | Ле-Гозьє, Гваделупа     | $10,000 | Тверде   | Гейл Бродскі        | 3–6, 6–2, 2–6 |
| Перемога  | 1–1 | 2015 | Плантейшн, США          | $25,000 | Ґрунт    | Саманта Кроуфорд    | 6–3, 6–1      |
| Перемога  | 2–1 | 2015 | Серпрайз (Аризона), США | $25,000 | Ґрунт    | Сара Соррібес Тормо | 6–2, 2–6, 6–3 |
| Поразка   | 2–2 | 2016 | Реддінґ, США            | $25,000 | Тверде   | Франсуаз Абанда     | 6–3, 4–6, 4–6 |
| Перемога  | 3–2 | 2017 | Templeton, США          | $60,000 | Тверде   | Джеймі Лоеб         | 6–1, 6–2      |
| Поразка   | 3–3 | 2017 | Норман, США             | $25,000 | Тверде   | Деніел Колінз       | 6–1, 3–6, 4–6 |

### Парний розряд: 4 (1–3)
| Легенда                |
| ---------------------- |
| Турніри $100,000 (0–1) |
| Турніри $80,000 (0–0)  |
| Турніри $60,000 (0–1)  |
| Турніри $25,000 (1–1)  |
| Турніри $15,000 (0–0)  |

| Фінали за покриттям |
| ------------------- |
| Тверде (1–2)        |
| Ґрунт (0–1)         |
| Трава (0–0)         |
| Килим (0–0)         |

| Результат | W–L | Дата | Турнір                 | Tier  | Покриття   | Партнер          | Опоненти                          | Рахунок          |
| --------- | --- | ---- | ---------------------- | ----- | ---------- | ---------------- | --------------------------------- | ---------------- |
| Перемога  | 1–0 | 2013 | Серпрайз (Аризона), US | $25K  | Тверде     | Саманта Кроуфорд | Emily J. Harman Сюй Їфань         | 6–3, 3–6, [10–7] |
| Поразка   | 1–1 | 2014 | Innisbrook, US         | $25K  | Ґрунт      | Аллі Кік         | Джоя Барб'єрі Джулія Коен         | 6–7(5–7), 0–6    |
| Поразка   | 1–2 | 2014 | Carson, US             | $60K  | Тверде     | Саманта Кроуфорд | Міхаелла Крайчек Олівія Роговська | 6–7(4–7), 1–6    |
| Поразка   | 1–3 | 2015 | Midland, US            | $100K | Тверде (i) | Жаклін Како      | Жюлі Куен Емілі Веблі-Сміт        | 6–4, 6–7, [9–11] |

## Досягнення в одиночних змаганнях
| Турніри Великого Шлему                 |     |     |     |     |     |     |       |       |
| Відкритий чемпіонат Австралії з тенісу | A   | 1R  | A   | Q3  | Q1  | Q1  | 0 / 1 | 0–1   |
| Відкритий чемпіонат Франції з тенісу   | A   | Q1  | Q1  | 1R  | Q1  | 1R  | 0 / 2 | 0–2   |
| Вімблдонський турнір                   | A   | Q1  | 1R  | Q1  | Q2  |     | 0 / 1 | 0–1   |
| Відкритий чемпіонат США з тенісу       | 2R  | Q1  | 1R  | Q1  | 2R  |     | 0 / 3 | 2–3   |
| Перемоги-Поразки                       | 1–1 | 0–1 | 0–2 | 0–1 | 1–1 | 0–1 | 0 / 7 | 2–7   |
| Разом Перемоги-Поразки                 | 1–1 | 2–5 | 5–7 | 4–5 | 5–5 | 8–3 | 25–26 | 25–26 |
| Рейтинг на кінець року                 | 190 | 195 | 130 | 139 | 116 |     | 49%   | 49%   |

## Перемоги над гравцями першої 10-ки
| #            | Гравець          | Рейтинг | Турнір                              | Покриття | Rd | Рахунок       | SVR      |
| ------------ | ---------------- | ------- | ----------------------------------- | -------- | -- | ------------- | -------- |
| Тур WTA 2018 |                  |         |                                     |          |    |               |          |
| 1.           | Гарбінє Мугуруса | Ранг 3  | BNP Paribas Open, Indian Wells, США | Тверде   | 2р | 2–6, 7–5, 6–1 | Ранг 100 |